# Phalène du sureau
Ourapteryx sambucaria
Pour les articles homonymes, voir Phalène.
Espèce
La Phalène du sureau, Ourapteryx sambucaria, aussi appelée Phalène soufrée, est une espèce de lépidoptères (papillons) de la famille des Geometridae. C'est un papillon nocturne des régions tempérées.

## Dénomination
Le nom de Ourapteryx sambucaria a été donné par Linnaeus en 1758.
Synonymes
- Phalène soufrée ;
- Géomètre du sureau ;
- Papillon à queue d'hirondelle (traduction du nom anglais)

## Description
Ses ailes, étroites et longues, ont le dos jaune soufre clair orné de lignes sombres. Son envergure varie entre 40 et 50 mm.

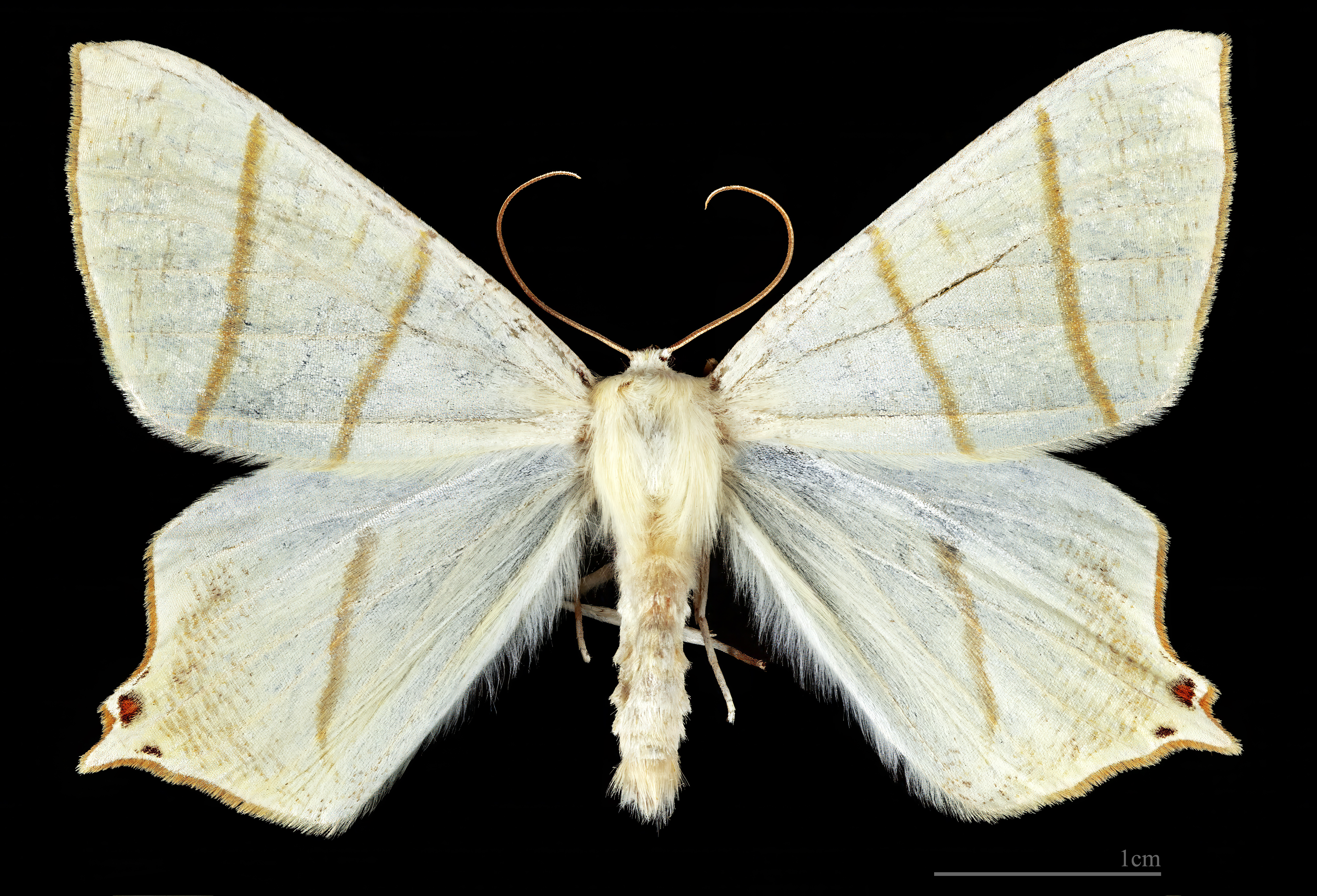
MHNT  ♂
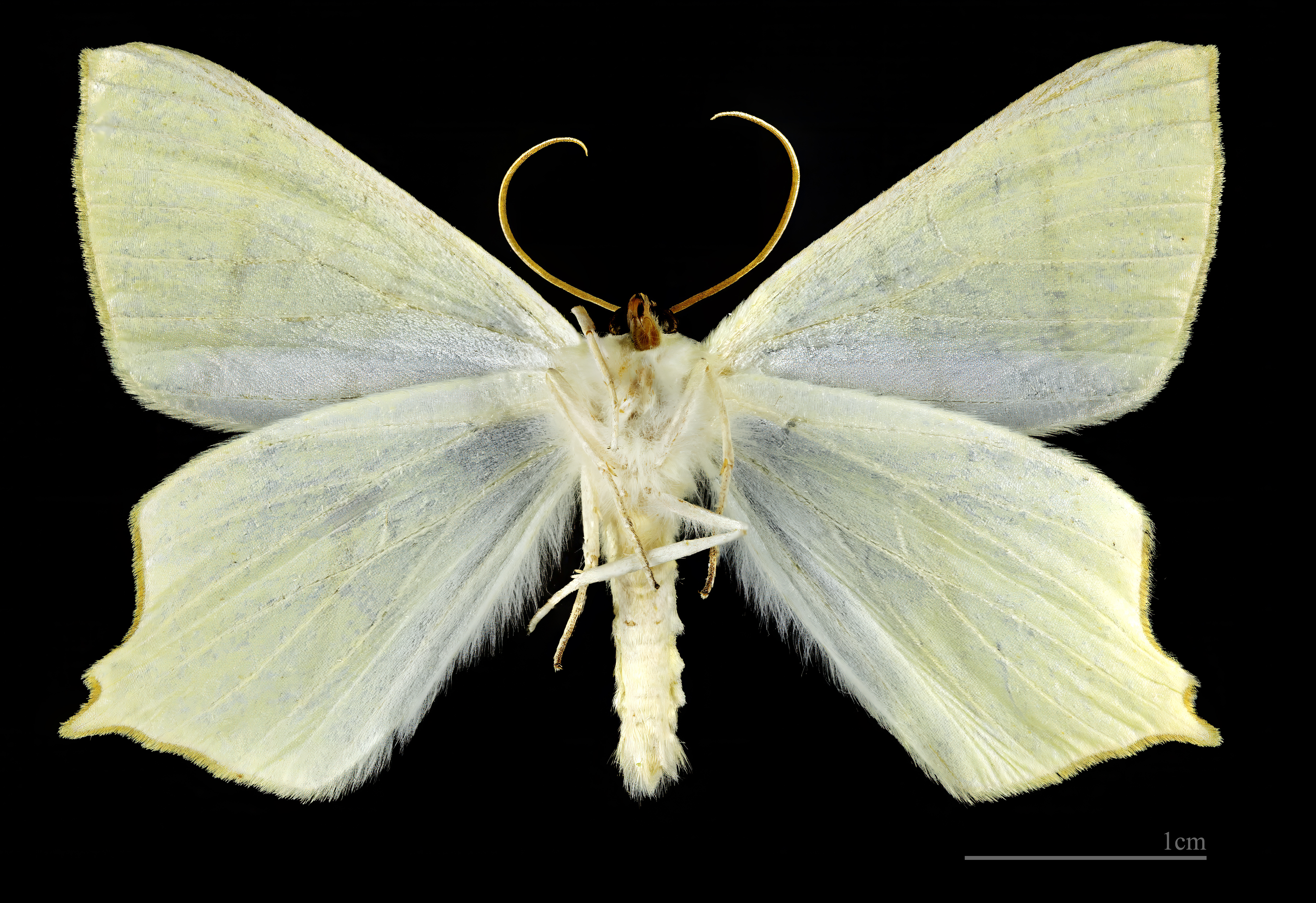
♂ △
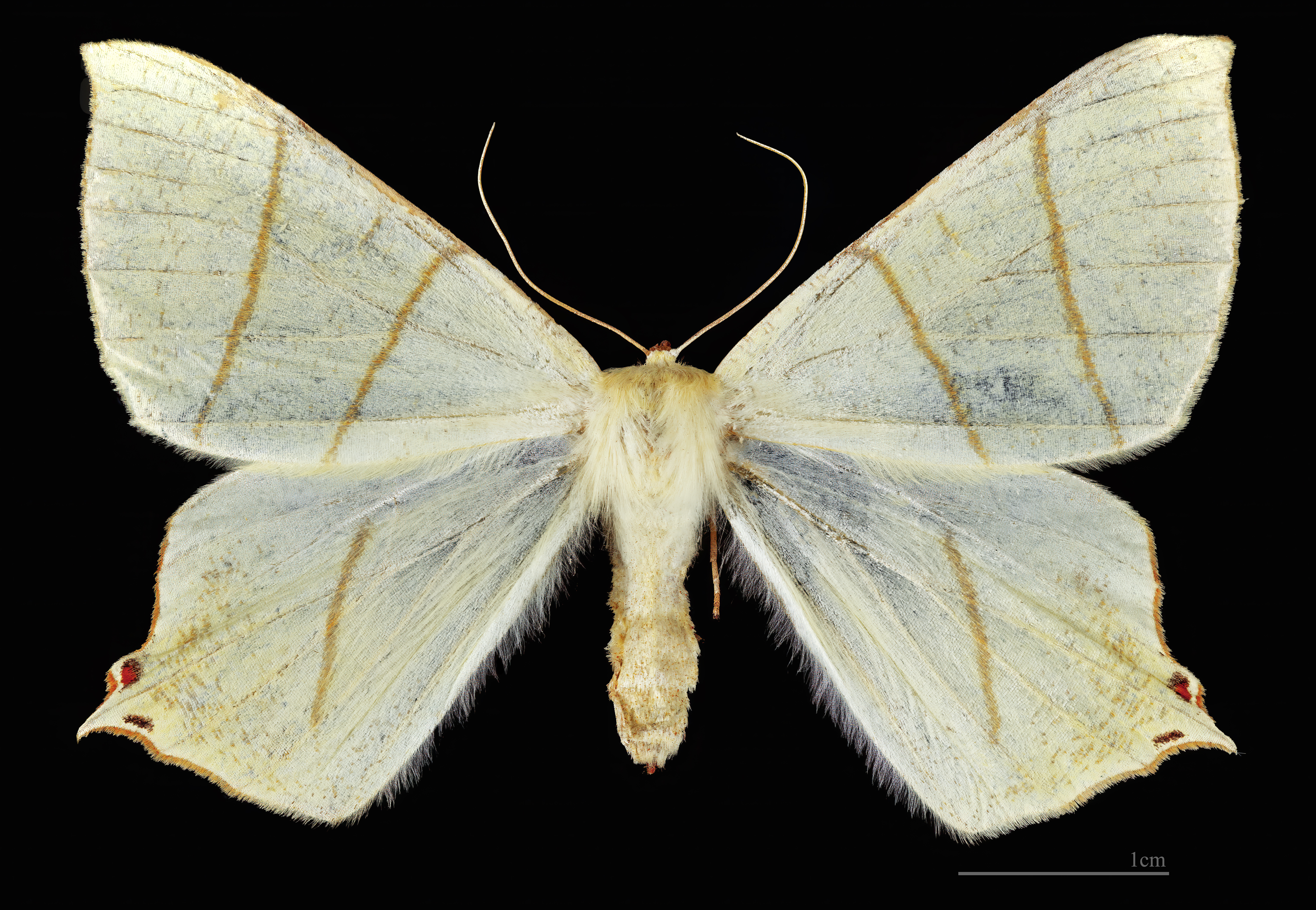
♀
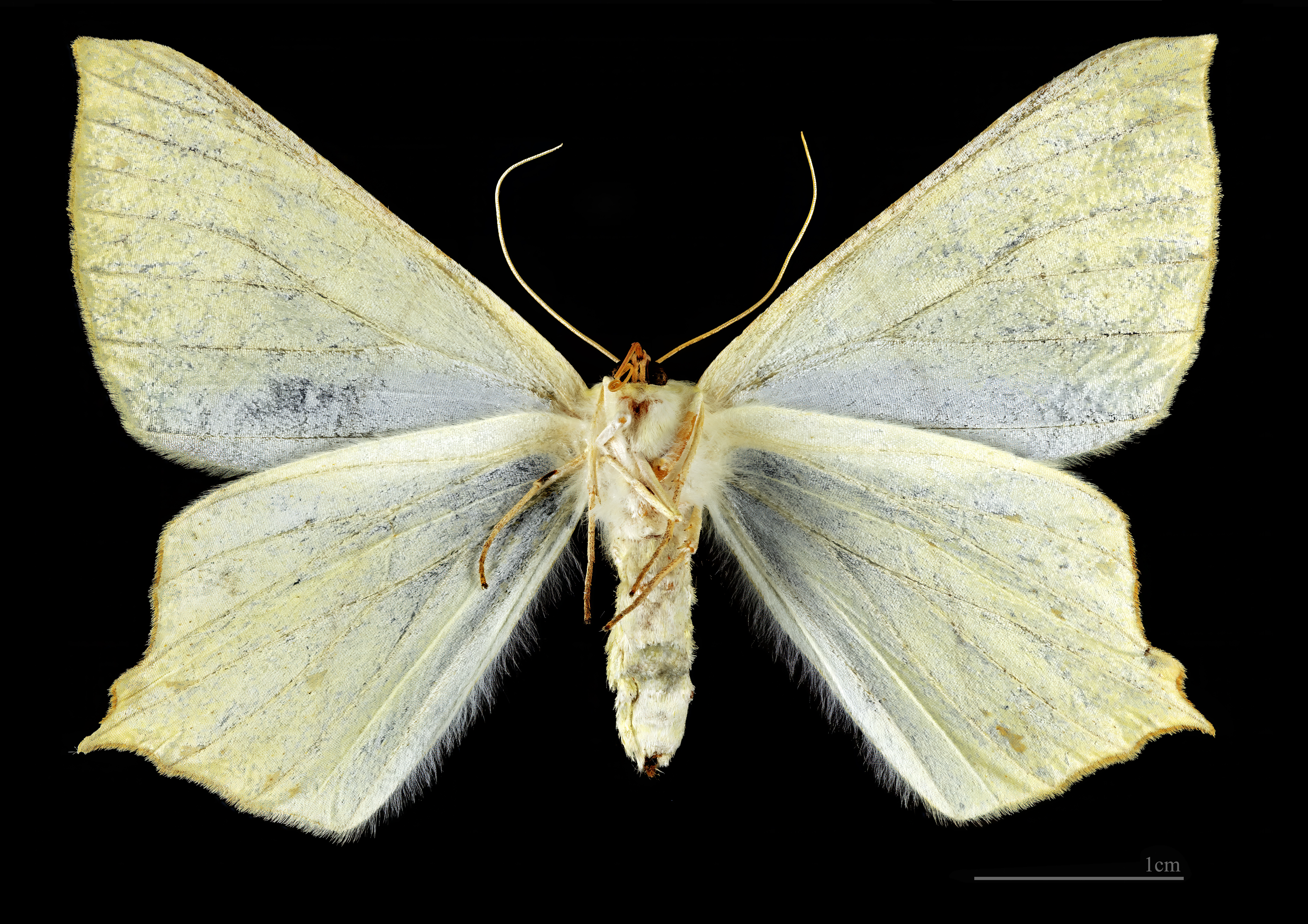
♀ △

## Répartition
Présente dans toute l'Europe jusqu'en Sibérie, avec de nombreuses espèces très proches en Asie. En France, elle est fréquente en plaine comme en montagne, jusque vers 1 600 m d'altitude. On l'observe dans de nombreux milieux : bois clairs, haies, jardins...

## Biologie

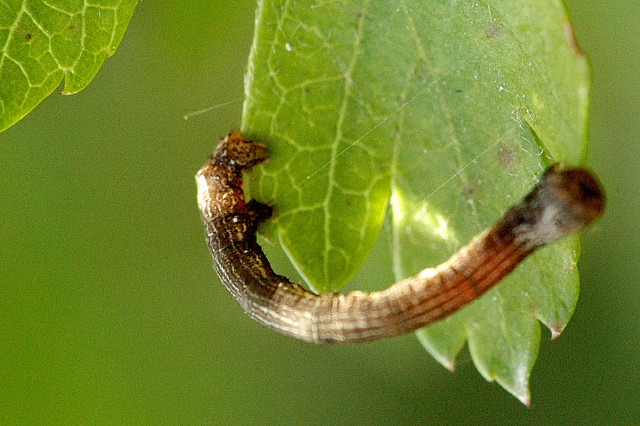
Une chenille de la Phalène du sureau.

Les chenilles, de couleurs variables, longues au maximum de 50 mm, se nourrissent de nombreuses plantes telles que Sambucus nigra, Clematis vitalba, Rosa, Syringa, Hedera helix, Lonicera, Prunus spinosa...  Très mimétiques, ces chenilles restent immobiles pendant le jour, le corps tendu, disposé en oblique par rapport au rameau qui les supporte et sont très difficiles à voir.
L'espèce hiverne au stade de chenille ; la nymphose a lieu en juin dans des cocons fixés sous les branches.
Période de vol : juin-juillet et septembre.
Espèce univoltine, avec ponctuellement une seconde génération partielle.